# Géogrille
Les géogrilles sont l'une des catégories de matériaux synthétiques utilisés en génie civil dits « géosynthétiques », développés pour préparer des structures en couches plus souples et portantes, tout en étant plus légères (par rapport aux dalles ou routes classiques) . 

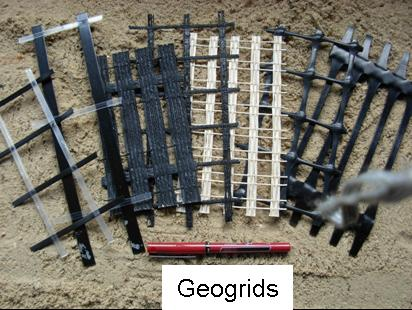
Échantillons de géogrilles

L'empierrement de la couche de base se cale en s'encastrant dans la géogrille améliorant la résistance à la déformation de l'ensemble de la couche routière (ou du chemin). 

## Caractéristiques
Les géogrilles sont caractérisées par 
- une certaine rigidité et solidité ; les côtes des géogrilles sont souvent plus rigides que dans le cas des autres géotextiles ;
- une très grande grande porosité, c'est-à-dire des ouvertures de maille (l'entre nervures longitudinales et transversales, dit apertures pour les anglophones), assez grandes pour permettre que les matériaux du sol la traverse de part en part, à la différence d'autres géotextiles, qui au contraire laissent passer l'eau ou l'air, mais résistent aux matériaux du sol ou à la grave apportée ;
- Ils permettent un « travail à froid » (pas de bitume à faire fondre).

## Matériaux
Ce sont généralement des matières plastiques (polymères peu dégradables) et plus rarement métalliques.
Certains de ces matériaux ne sont pas compatibles avec le ciment (corrosif)

## Utilisation
- renforcement des sols ou de leur portance
- stabilisation de pentes raides voire de murs,
- routes forestières (à titre d'exemple, dans une forêt fluviale humide communale (forêt d’Appenweier dans le Bade-Wurtemberg), l'utilisation d'une géogrille a permis en 2007 de diminuer l'empierrement de layons de 35 ou 40 cm d'épaisseur sur sol à très faible portance, avec une économie de coût mais aussi un gain de temps de travaux[2].  Des rouleaux de 3,80 mètres de large ont été utilisés pour ce chantier.

## Conditions d'efficacité
- Sa rigidité, la résistance à la traction de ses côtes (nervures longitudinales et transversales) et la « force de jonction » des « nœuds » de la grille sont trois critères également importants pour garantir le pouvoir d'ancrage de stabilisation des matériaux piégés dans la grille.
- Elle doit être correctement posée

## Types de géogrilles
Il existe actuellement trois catégories de géogrilles. 
- Le premier regroupe les géogrilles dites de type homogène. Elles ont été inventées au Royaume-Uni par Netlon, Ltd, et importées en 1982 en Amérique du Nord par la société Tensar. Une conférence[3]de  1984 les a présenté à la communauté des ingénieurs. Des modèles proches ont été développés en Italie (par Tenax), ainsi que par des fabricants asiatiques.
- La deuxième catégorie regroupe des géogrilles plus souples, dont des textiles-géogrilles utilisant des faisceaux de fibres de polyester enduit de polypropylène en tant que composante de renforcement. Ils ont été développés en premier lieu par ICI au Royaume-Uni vers 1980. Cela a conduit à l'élaboration de machines à tisser groupant des centaines de fibres continues en fils tissées de manière à obtenir des nervures longitudinales et transverses séparées par de grands espaces ouverts.

Les croisements sont renforcés par tricotage ou entrelacement avant que l'unité ne soit ultérieurement entièrement protégée par un revêtement. Ils peuvent être compatible avec du bitume, latex ou PVC. Plusieurs dizaines d'entreprise en produisent à base de fibres de polyester.
- La troisième catégorie regroupe des grilles produites par collage au laser ou par ultrasons de tiges ou sangles de polyester ou polypropylène pour former une grille. Deux fabricants en produisent.

Les fabricants de géogrilles fournissent de l'aide et conseil et des informations techniques importantes pour les bureaux d'étude et ingénieurs.